# Fitch Ratings
A Fitch Ratings é uma das três maiores  agências de classificação de risco de crédito, ao lado da Standard & Poor's e da Moody's.
Tal como suas congêneres, a Ficht foi muito criticada a partir da crise do subprime, por ter atribuído o rating correspondente a "grau de investimento"  ao  banco Lehman Brothers em 2008, poucas semanas antes que este pedisse concordata. As agências de rating também não previram a  falência  dos bancos islandeses, o que ocorreria pouco depois, ainda em 2008, e nem a quase moratória da Islândia - um país tido como modelo, até então. Em alguns casos, os bancos islandeses chegaram a receber o Triple A, a melhor das avaliações - que nem mesmo bancos muito mais sólidos, como o J. P. Morgan e o Bank of America, haviam alcançado.